# Hultsfredsfestivalen 1991
Hultsfredsfestivalen 1991 var en musikfestival som ägde rum i Folkets park, Hultsfred, 9-10 augusti 1991. Biljetterna kostade 420 kr (+ avgift) vid förköp och 500 kr vid entrén. Festivalen var den sjätte Hultsfredsfestivalen och hade detta år 21 800 besökare.
Festivalen hade 1991 fem scener: Hawaii, Sahara, Teaterladan, Stora dans och Argus, vilket var en mindre än året innan.
Sex artister ställde in sin medverkan 1991: Status Quo (Storbritannien), Stereo MCs (Storbritannien), PJ Harvey (Storbritannien), Soup Dragons (Storbritannien), The Farm (Storbritannien) och Omala (Sverige).

## Medverkande artister
Om inget annat anges kommer artisterna från Sverige.

### Hawaiiscenen
- David A. Stewart & The Spiritual Cowboys (Storbritannien)
- The Black Crowes (USA)
- Transvision Vamp (Storbritannien)
- Thåström & Sator
- Sven-Ingvars
- The Fat Lady Sings (Irland)
- Eric Gadd
- Thomas Di Leva
- Roddy Frame (Storbritannien)

### Sahara
- The Wonderstuff (Storbritannien)
- James (Storbritannien)
- Mano Negra (Frankrike)
- The Almighty (Storbritannien)
- Ride (Storbritannien)
- Straight Up
- Blue Aeroplanes (Storbritannien)
- Union Carbide Productions
- Toy Dolls (Storbritannien)

### Teaterladan
- Ocean Colour Scene (Storbritannien)
- Lemonheads (USA)
- Nine Below Zero (Storbritannien)
- Pelle Almgren & Wow Liksom
- Entombed
- All (USA)
- Poverty Stinks (Finland)
- Staffan Hellstrand
- The Nomads
- The Real People (Storbritannien)
- Mystery Slang (Storbritannien)
- Pale Saints (Storbritannien)
- Whipped Cream

### Argus
- Stina Nordenstam
- Geoffrey Oryema (Uganda)
- Jess (Storbritannien)
- Groupa
- The Shades of Orange
- Traste Lindéns Kvintett
- Richie Havens (USA)
- Lars Demian
- Iodine Jupiter
- Hedningarna & Jim Tenor & His Shamans (Finland)
- Ahmandu Jarr & His Highlife Orchestra
- Kjell Nyholm
- Ras 1
- Åsa Wettergren
- Mårten Pettersson
- Tre små kinesere (Norge)
- Mats Barrdunge
- Magnus Ödmark

### Stora dans
- Backyard Babies
- Fisherman
- The Daffodils
- This Perfect Day
- Blithe
- Love Kings
- Cat Rapes Dog
- The Push
- Sunway Six
- Group Commotion
- Yngves hundar
- The Girls
- Boghandle (Danmark)
- Paulo Mendonca
- Ultima Thule (Estland)
- Kazjurol
- David Gogo & The Persuaders (Kanada)